# Katikati
Katikati – miasto w Nowej Zelandii. Położone w północnej części Wyspy Północnej, w regionie Zatoka Obfitości, 4 114 mieszkańców. (dane szacunkowe - styczeń 2010).